# 東西連絡道路 (スリナム)
（北部）東西連絡道路（（ほくぶ）とうざいれんらくどうろ、英語: The (northern) East-West Link, オランダ語: Oost-Westverbinding）は、スリナムにある道路である。首都のパラマリボを経由し、国の東部のアルビーナと西部のニウ・ニッケリーとを結ぶ。南部東西連絡道路は、ビタフロンを経由し、アプーラとパラマリボとを接続する。連絡道路の建設は1960年代に開始された。

## 概要

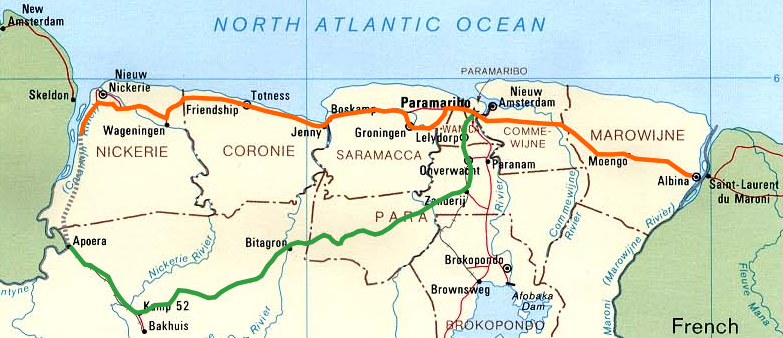
東西連絡道路の概要
北部東西連絡道路
南部東西連絡道路
サウス・ドレインとアプーラとの間の悪路

## 橋
近年、東西連絡道路上のルートにあるいくつかのフェリー航路が橋に置き換えられている。フロート・ヘナー近くにニッケリー川に架かる橋がある。1980年には、ストルケルツエイフェル近くのコメウィン川に橋が架けられた。1999年にはイェニーとボスカンプとを接続するコッペナーメ橋が、2000年にはパラマリボとメールゾルグとを接続するユーレス・ヴェイデンボス橋が架けられた。南部東西連絡道路上のルートには、コッペナーメ川とニッケリー川とに架けられた各々のベイリー橋が、ビタフロンとカンプ 52（Kamp 52）の近くに建設された。ハンブルク（Hamburg）とアイトケイク（Uitkijk）との間のサラマッカ川に架かる橋は、2011年6月25日に開通した。